# Alan Karam
Alan Feres Karam (San Paolo, 5 marzo 1973) è un hockeista su pista e allenatore di hockey su pista brasiliano.

## Palmarès
- Coppa di Lega: 1

Amatori Lodi: 2009-2010